# 1988 VJ2
1988 VJ2 är en asteroid i huvudbältet som upptäcktes den 7 november 1988 av de båda japanska astronomerna Tsutomu Hioki och Nobuhiro Kawasato i Okutama.